# Sokoto (miasto)
Sokoto – miasto na kresach zachodnio-północnych Nigerii, stolica stanu Sokoto i Kalifatu Sokoto. W mieście znajduje się pałac sułtański, meczet Shehu, słynny targ oraz lotnisko.
Obecnie, w związku ze zjawiskiem lawinowego przyrostu naturalnego ludności Nigerii miasto na rok 2022 liczy 684 tysiące mieszkańców jest to blisko 100% przyrost w okresie 10 lat – od liczby 356 726 w roku 2013 do stanu obecnego (rok 2022)
W mieście rozwinął się przemysł spożywczy, cementowy oraz rzemieślniczy.